# Abel Beach
Pour les articles homonymes, voir Beach.
Abel Beach, né le 7 février 1829 à New York et mort le 19 juin 1899 à Iowa City, est un poète américain. Il est l'un des six fondateurs en 1847 de la fraternité internationale Theta Delta Chi.

## Œuvres
- Western Airs: Choice Selections from the Miscellaneous Poems (1895)
- The Mysteries of Life and Other Late Poems Supplemental to Western Airs (1897)